# Гептасвинецпентародий
Гептасвинецпентародий — бинарное неорганическое соединение
родия и свинца
с формулой Rh5Pb7,
кристаллы.

## Получение
- Сплавление стехиометрических количеств чистых веществ:

{\displaystyle {\mathsf {5Rh+7Pb\ {\xrightarrow {720^{o}C}}\ Pb_{7}Rh_{5}}}}

## Физические свойства
Гептасвинецпентародий образует кристаллы
ромбической сингонии, параметры ячейки a = 0,9824 нм, b = 0,5712 нм, c = 2,6538 нм, Z = 3
.
Соединение образуется по перитектической реакции при температуре 720°C.
В других работах соединению приписывают формулу Rh4Pb5 